# Leuenbergeria lychnidiflora
Leuenbergeria lychnidiflora ist eine Pflanzenart in der Gattung Leuenbergeria aus der Familie der Kakteengewächse (Cactaceae). Das Artepitheton lychnidiflora leitet sich vom Namen der Gattung Lychnis sowie dem lateinischen Wort -florus für ‚-blütig‘ ab. Spanische Trivialnamen sind „Árbol del Matrimonio“, „Cruz del Matrimonia“, „Guititache“, „Manzanote“, „Mateado“, „Mateares“, „Matíal“ und „Patilón“.

## Beschreibung
Leuenbergeria lychnidiflora wächst baumförmig und erreicht Wuchshöhen von bis zu 10 Metern. Der raue und rissige Stamm weist einen Durchmesser von 30 bis 40 Zentimetern auf. Die undeutlich gestielten Laubblätter erscheinen einzeln oder zu zweit aus den Areolen. Die elliptische bis verkehrt eiförmige Blattspreite ist 2 bis 8 Zentimeter lang und 1 bis 4 Zentimeter breit. Die Nervatur der Blattspreite ist annähernd handförmig und weist zwei bis sechs Seitennerven auf. An den Zweigen sind je Areole ein bis drei Dornen vorhanden, die 2 bis 7 Zentimeter lang sind. Am Stamm werden je Areole 10 bis 30 ausgebreitete Dornen ausgebildet, die eine Länge von 3 bis 12 Zentimetern aufweisen.
Die Blüten stehen einzeln und endständig. Die leuchtend gelblich orangen Blüten erreichen einen Durchmesser von bis zu 6 Zentimetern. Die birnen- bis kugelförmigen, grünlich gelben, fast glatten Früchte weisen Durchmesser von 2,5 bis 4 Zentimetern auf. Ihre Fruchtwand ist etwas lederartig.

## Verbreitung, Systematik und Gefährdung
Leuenbergeria lychnidiflora ist in den mexikanischen Bundesstaaten Guerrero und Oaxaca sowie in Guatemala, El Salvador, Honduras, Nicaragua und Costa Rica im Tieflandregenwald von Meereshöhe bis in Höhenlagen von 1200 Metern verbreitet.
Die Erstbeschreibung erfolgte 1828 durch Augustin-Pyrame de Candolle. Joël Lodé stellte die Art 2012 in die Gattung Leuenbergeria. Ein weiteres nomenklatorisches Synonym ist Rhodocactus lychnidiflorus (DC.) F.M.Knuth (1936).
In der Roten Liste gefährdeter Arten der IUCN wird die Art als „Least Concern (LC)“, d. h. als nicht gefährdet geführt.

## Nutzung
Dornen von Leuenbergeria lychnidiflora wurden in Guatemala als Nähnadeln verwendet.

## Nachweise